# Биеннале Кванджу
Биеннале в Кванджу — биеннале, основанная в сентябре 1995 года в городе Кванджу, провинция Чолла-Намдо, Южная Корея. Считается одной из наиболее влиятельных биеннале в странах Азии.
Организаторами выступают специально созданный под биеннале фонд и муниципальные власти. Начиная с 2005 года по нечётным годам Фонд биеннале в Кванджу (Gwangju Biennale Foundation) на той же площадке проводит Биеннале дизайна в Кванджу (Gwangju Design Biennale). В отличие от основной биеннале, Биеннале дизайна ни разу не переносилась и не сбивалась со своего ритма, открытие 11-го выпуска запланировано на август 2025 года.

## Темы выпусков
- 1995 — 1-я — тема «За пределами границ» (англ. Beyond Borders), 87 художников из 49 стран[3].
- 1997 — 2-я — тема «Раскартирование Земли» (англ. Unmapping the Earth), 78 участников из 35 стран. Темы 2-й и 4-й биеннале опираются на терминологию медитативных практик.
- 2000 — 3-я — тема «Человек + пространство» (кор. 人 + 間, англ. Man + Space), 245 участников из 46 стран.
- 2002 — 4-я — тема «П_а_у_з_а» (англ. P_A_U_S_E), 325 участников из 31 страны.
- 2004 — 5-я — тема «Пылинка. Капля воды» (англ. A Grain of Dust A Drop of Water), 92 участника из 43 стран.
- 2006 — 6-я — тема «Разновидности лихорадки» (англ. Fever Variations), 127 участников из 31 страны.
- 2008 — 7-я — тема «Годовой отчет: год выставок» (англ. Annual Report: A Year in Exhibitions); названия трёх частей: «В дороге» (англ. On the Road), «Доклады о позициях» (англ. Position Papers), «Вставки» (англ. Insertions); 127 участников из 36 стран.
- 2010 — 8-я — тема «10 000 жизней» (англ. 10,000 Lives), 249 участников из 143 стран.
- 2012 — 9-я — тема «Круглый стол» (англ. Roundtable), 92 участника из 40 стран.
- 2014 — 10-я — тема «Спалить дом дотла» (англ. Burning Down the House), 105 участников из 39 стран.
- 2016 — 11-я — тема «Восьмой климат (Что делает искусство?)» (англ. The Eighth Climate (What Does Art Do?)), 105 участников из 45 стран[4][5][6].
- 2018 — 12-я — тема «Воображаемые границы» (англ. Imagined Borders), 162 участника из 43 стран. Биеннале состояла из семи разделов (выставок), шестой раздел в свою очередь состоял из трёх подразделов-выставок, спрограммированных тремя разными кураторами. На биеннале можно было увидеть живопись 32 северокорейских художников, отобранных куратором Би Джей Муном в седьмой раздел, который был озаглавлен «Северокорейское искусство: парадоксальный реализм» (англ. North Korean Art: Paradoxical Realism)[7][8][9][10].
- 2021 — 13-я — тема «Возвышение умов, настройка духа» (англ. Minds Rising, Spirits Tuning), 69 участников из 43 стран[11][12].
- 2023 — 14-я — тема «Быть мягким и слабым как вода»[комм 1] (англ. Soft and Weak like Water), 79 участников из 45 стран[3][13].
- 2024 — 15-я — тема «Пхансори: звуковой пейзаж XXI века» (англ. Pansori: A Soundscape of the 21st Century), 72 художника из 38 стран.

## Кураторские команды
- 1995 — Lim Young-bang, Клайв Адамс (Clive Adams), Yoo Hong-jun, Жан де Луазиfr, Анда Роттенбергen, О Кван Су (Oh Kwang-soo), Kathy Halbreich.
- 1997 — Бернар Маркадеfr, Харальд Зееман, Park Kyong, Сон Ван Гён (Sung Wan Kyung), Yoo Jun Sang.
- 2000 — О Кван Су (Oh Kwang-soo), Kim Hong-heeen, Том Финкельперлen, Yu Yeon Kimen, Арата Тани (Arata Tanija), Рене Блокde.
- 2002 — Хоу Ханьруen, Gi-young Jung, Чарльз Эшеen, Yong Soon Minen, Wan-kyung Sung[комм 2].
- 2004 — генеральный художественный директор Ёньву Лиen; просто художественные директора Керри Броугерen и Suk-won Chang; ассистирующие кураторы: Милена Калиновскаen, Chika Okeke-Aguluen, Roberto Pinto, Won-il Rheeen; кураторы подпроектов: Sunghoon Lee, Chankuk Park, Heeseung Jung, Dongjo Chang[14].
- 2006 — художественный директор Kim Hong-heeen; главный куратор У Хун; кураторы: Binghui Huangfu, Шахин Мералиen, Jacquelynn Baasen, Beck Jee-sookko, Крис Гилберт (Chris Gilbert), Cira Pascual Marquina, Cristina Ricupero, Lee Won-bok; главный программист Kim Sang-yun; программисты Ann Yee Young-ro, Jeon Go-pil, Chang Dong-jo и Rhee Cheong-yong[15].
- 2008 — художественный директор Окуи Энвезорen, кураторы Kim Hyeon-jin, Ранджит Хоскотеen, Патрик Д. Флоресen, Jang Un Kim, Абделла Каррумfr, Sung-Hyen Park, Клэр Тэнконсen[16].
- 2010 — художественный директор Массимилиано Джониen.
- 2012 — шесть художественных директоров (точнее директрис) Nancy Adajaniaen, Вассан Аль-Худхаириen, Мами Катаокаen, Сунджун Кимen, Carol Yinghua Luen, Алия Свастикаen.
- 2014 — художественный директор Джессика Морган (Jessica Morgan), кураторы Фатош Устекen и Эмилиано Вальдес (Emiliano Valdés), куратор перформативного искусства Enna Bae, ассистирующий куратор Тереза Киттлер (Teresa Kittler)[17][18][19].
- 2016 — художественный директор Мария Линдen, кураторы Бинна Чойen и Азар Махмудян (Azar Mahmoudian), ассистирующие кураторы Маргарита Мендес (Margarida Mendes) и Мишель Вонг (Michelle Wong), локальный ассистирующий коллектив Mite-Ugro[5][20].
- 2018 — кураторы Клара Ким, Гритсия Гавивонгen, Кристин Кимen, Рита Гонсалеcen, Чон Ён Сим (Yeon Shim Chung), Кван Гиун (Yeewan Koon), Дэвид Тех (David Teh), Ким Сок Ман (Man Seok Kim), Ким Сон У (Sung woo Kim), Пэк Чонок (Chong-Ok Paek) и Би Джей Мун (B. G. Muhn)[7][10].
- 2021 — художественные директора Дефне Айясen и Наташа Гинвала (Natasha Ginwala), кураторы Michelangelo Corsaro, Joowon Park и Krisztina Hunya, программист Озге Эрсой (Özge Ersoy), а также Рикса Афиати (Riksa Afiaty), ответственная за коммуникацию в рамках форума.
- 2023 — художественный директор Ли Сук Кёнwd, ассоциированный куратор Керрин Гринбергwd, ассистенты куратора Sooyoung Leam и Harry C. H. Choi, кураторы-стажёры Minjee Kim и Soomin Kang[21].
- 2024 — художественный директор Николя Буррио, кураторы Barbara Lagié, Куралай Абдухаликова (Kuralai Abdukhalikova), София Пак (Sophia Park), ассистентки куратора Jade Barget и Euna Lee[22].

## Рецензии и обзоры
- 2006 — Murai N., Kim H. The Sixth Gwangju Biennale 2006: Fever Variations (review) // College Art Association. (англ.)
- 2014 — Park J. Gwangju Biennale: Burning Down The House (review) // Ocula. (англ.)
- 2015 — Rappolt M. Gwangju Biennale 2014: Burning Down the House (review) // ArtReview Asia. (англ.)
- 2018 — Zion A. 12th Gwangju Biennale, “Imagined Borders” (review) // e-flux. (англ.)
- 2021 — Сеймур Т. Биеннале в Кванджу осмысляет путь страны за 40 лет. В центре внимания художников — восстание 1980 года в Южной Корее // Art Newspaper Russia. (рус.)
- 2023 — Лебедева О. Сила воды и искусства: что смотреть на биеннале в Кванджу // Объединение. (рус.)
- 2023 — Аханова А. Репортаж из Кореи: 14-я биеннале в Кванджу // ‘98 Mag. (рус.)